# معبد رمسيس الثاني (أبيدوس)

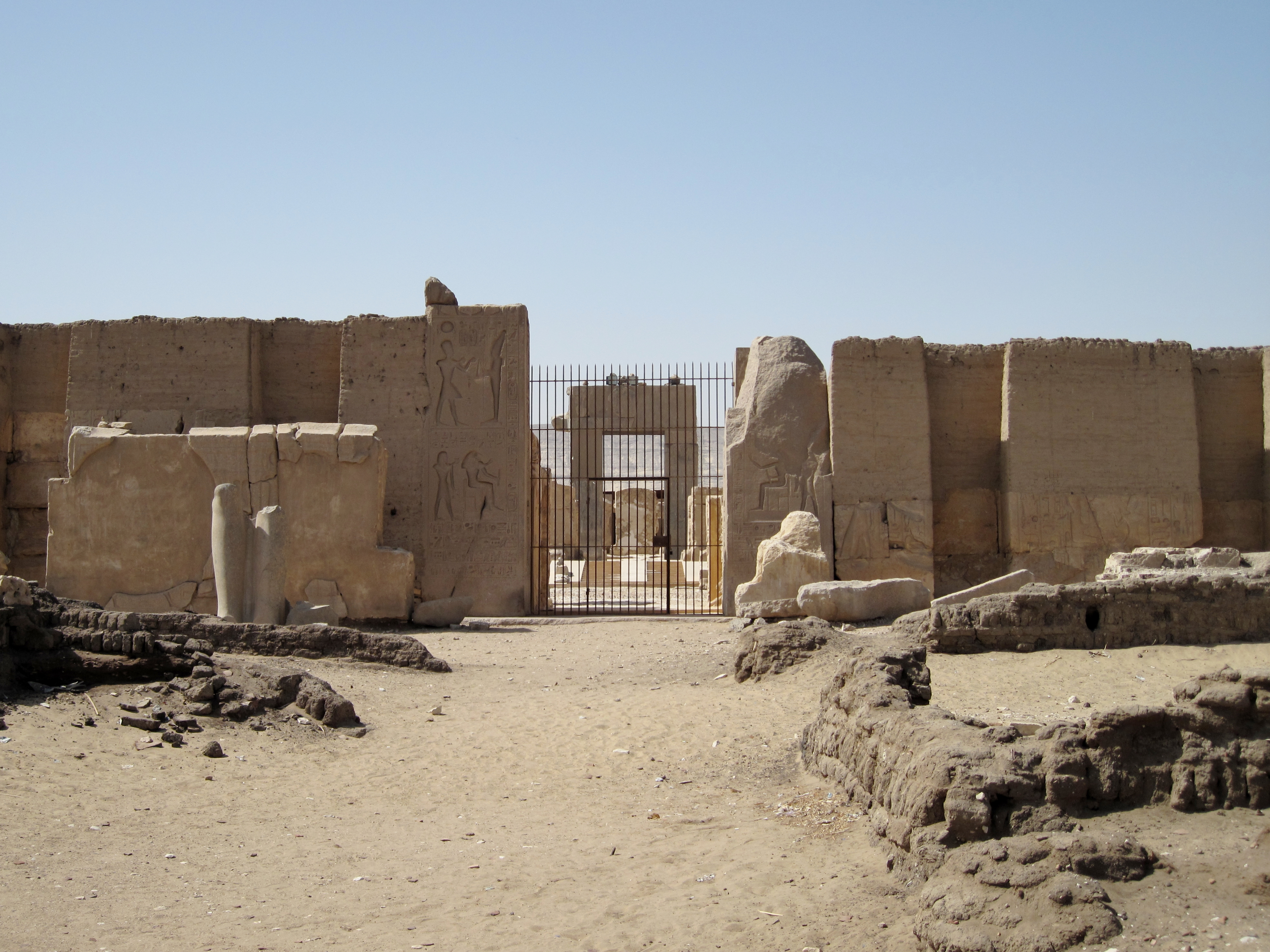
المعبد الجنائزي لرمسيس الثاني بأبيدوس.

معبد رمسيس الثاني بأبيدوس هو معبد شيدهُ رمسيس الثاني في القرن الثالث عشر قبل الميلاد
(1303–1213 قبل الميلاد) في العاصمة المصرية القديم أبيدوس، ليكون لهُ بيت المليون سنة يعبد فيه وتقام لهُ الطقوس الدينية بعد مماتهِ. توجد أثار لهذا المعبد المهدم بالقرب من العرابة المدفونة ويبعد نحو 270 متر من المعبد الجنائزي لوالده سيتي الأول. يقع أبيدوس في محافظة سوهاج بالقرب من مدينة سوهاج التي تبعد عن الأقصر بنحو 90 كيلومتر في الشمال الغربي.
بنى رمسيس الثاني هذا المعبد لتقديس الآلهة الثلاثة الرئيسة في أبيدوس وهي: أوزوريس وإيزيس وحورس، ولتأليهه فيه.

## تاريخ

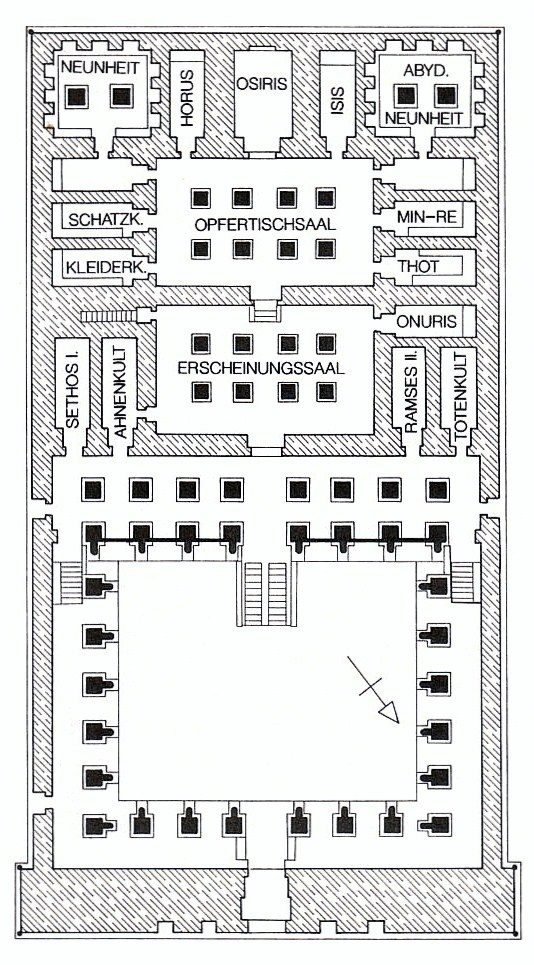
خارطة المعبد. المدخل (أسفل) كان عبارة عن صرح كبير.

كانت أبيدوس في الماضي تمتد على الساحل الغربي لنهر النيل عند سوهاج على طول 8 كيلومتر. تنتمي إليها منطقة سكنية قديمة فيها معابد ومحاريب للعبادة ومقابر. فقد بنى ملوك الأسرة الأولى والأسرة المصرية الثانية (ومن سبقهم من ملوك منذ نحو 4700 سنة) قبورهم في المنطقة الصحراوية من أبيدوس. وفي عهود تالية انتشرت أساطير عن علاقة أوزوريس المعبود المصري القديم بتلك المنطقة، بصفتهِ حاكم العالم الآخر، فاكتسبت أبيدوس شهرة بتقديس أوزوريس وأصبحت مقرا لعبادته يحج إليها الناس. وكانت مكانا بنى فيهِ الفراعنة قبورهم.
خلال الدولة الحديثة أنشأ سيتي الأول بيت المليون سنة على بعد نحو 5 و1 كبلومتر شرق مقابر الملوك على مساحة 220 في 273 متر ، وكان مبناه الرئيسي مبني من الحجر الجيري على مساحة طولها 157 متر و عرضه 56 متر وبه عدة من البهوات المفتوحة والبهوات ذات الأعمدة. تولى ابنه رمسيس الثاني تكملة هذا المعبد الذي يعتبر أكبر بناء في أبيدوس بعد وفاة أبيه.
وبنى رمسيس الثاني في نفس الوقت معبده الخاص به في الشمال الغربي من معبد أبيه وعلى مقربة منه. ولقد بُني معبد رمسيس الثاني في أبيدوس في عام 1250 قبل الميلاد وكان أصغر من معبد أبيه سيتي الأول. وحالة معبد رمسيس الآن لا تسر، وضعه مهدوم وأدخلت بعض أحجاره في بنايات أخرى. يفتقد المعبد لأجزائه العلوية والسقف.

## صور للمعبد

البهو الثاني للمعبد.
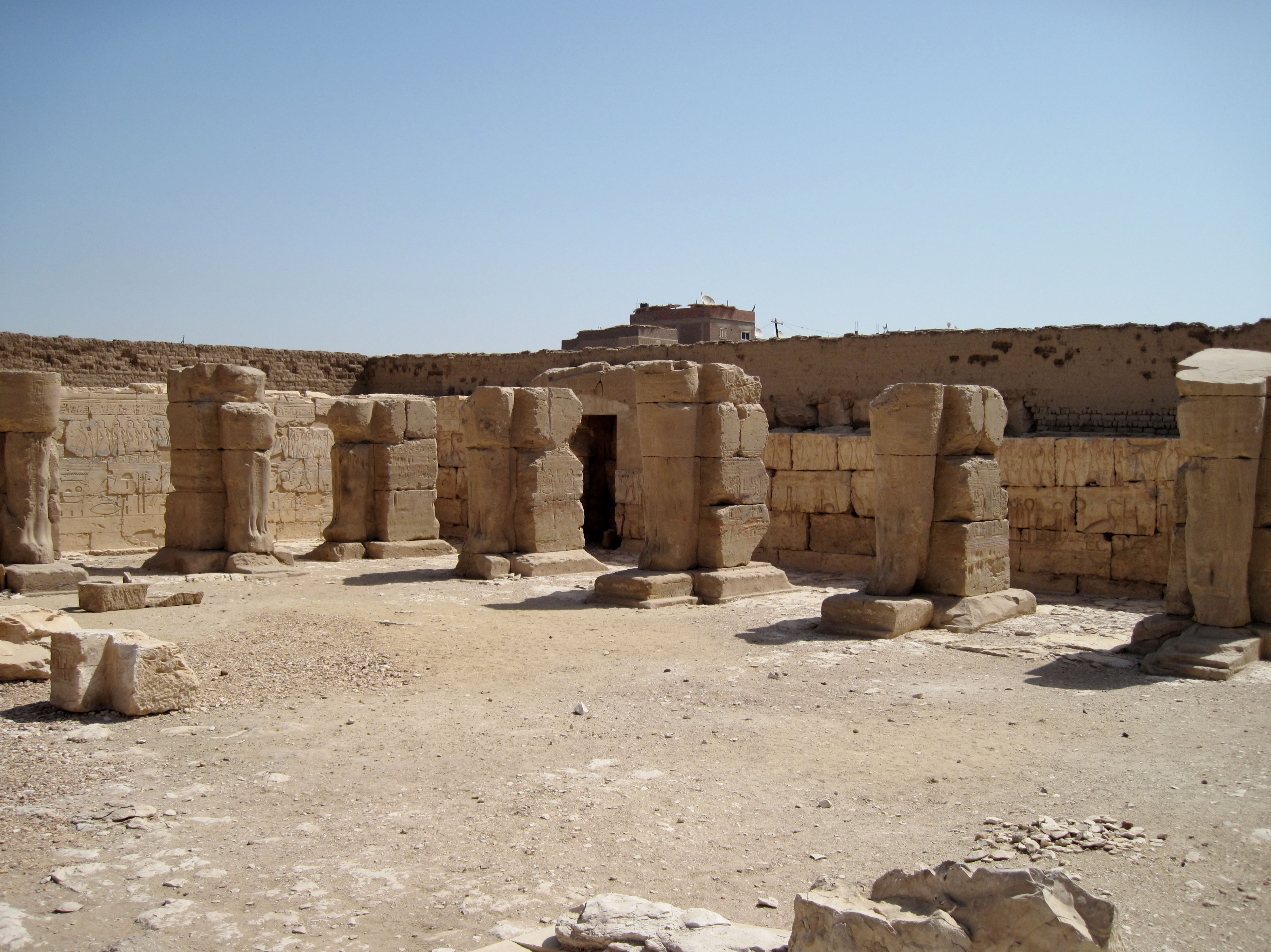
الجهة الشرقية
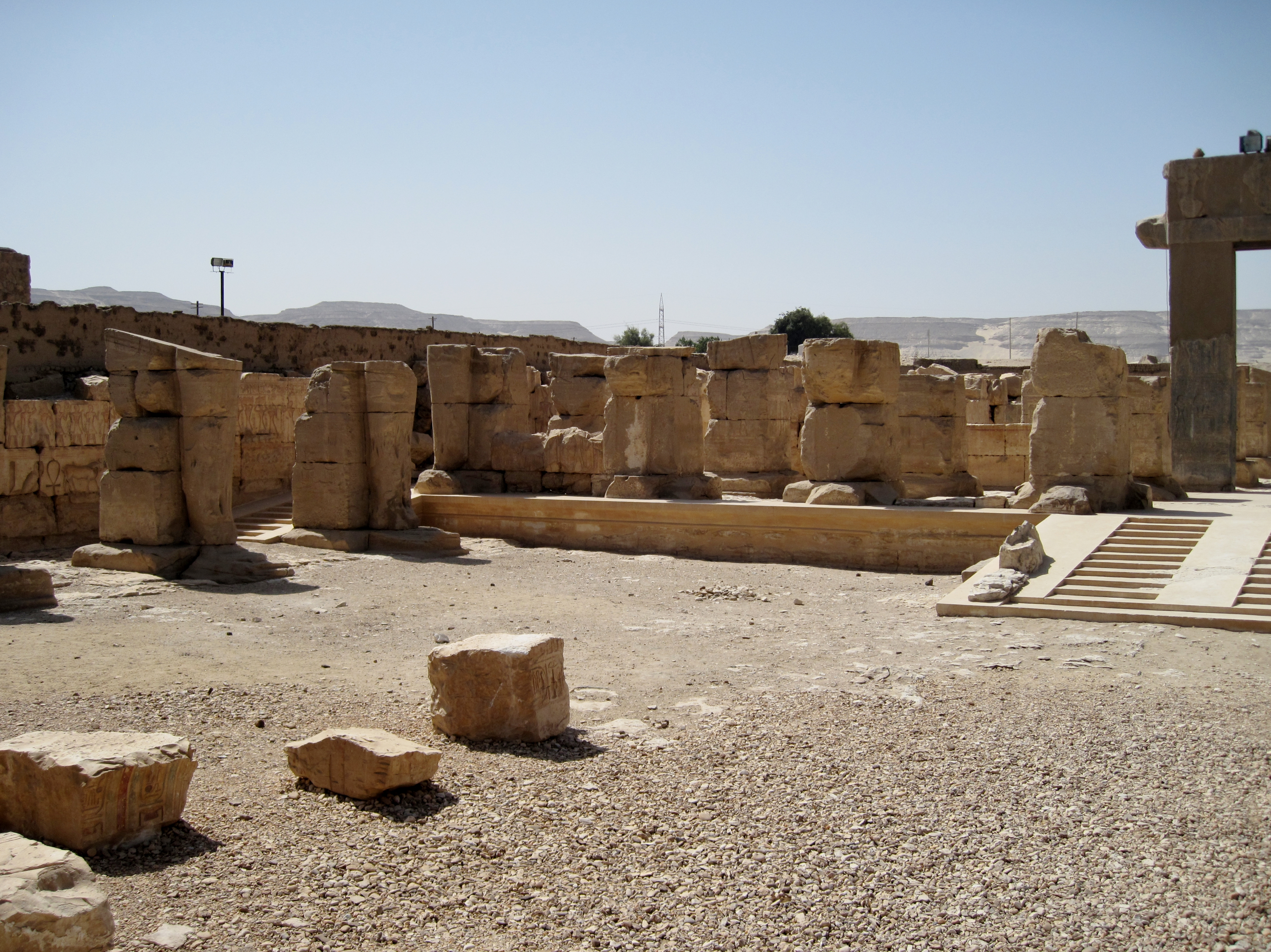
الجهة الجنوبية
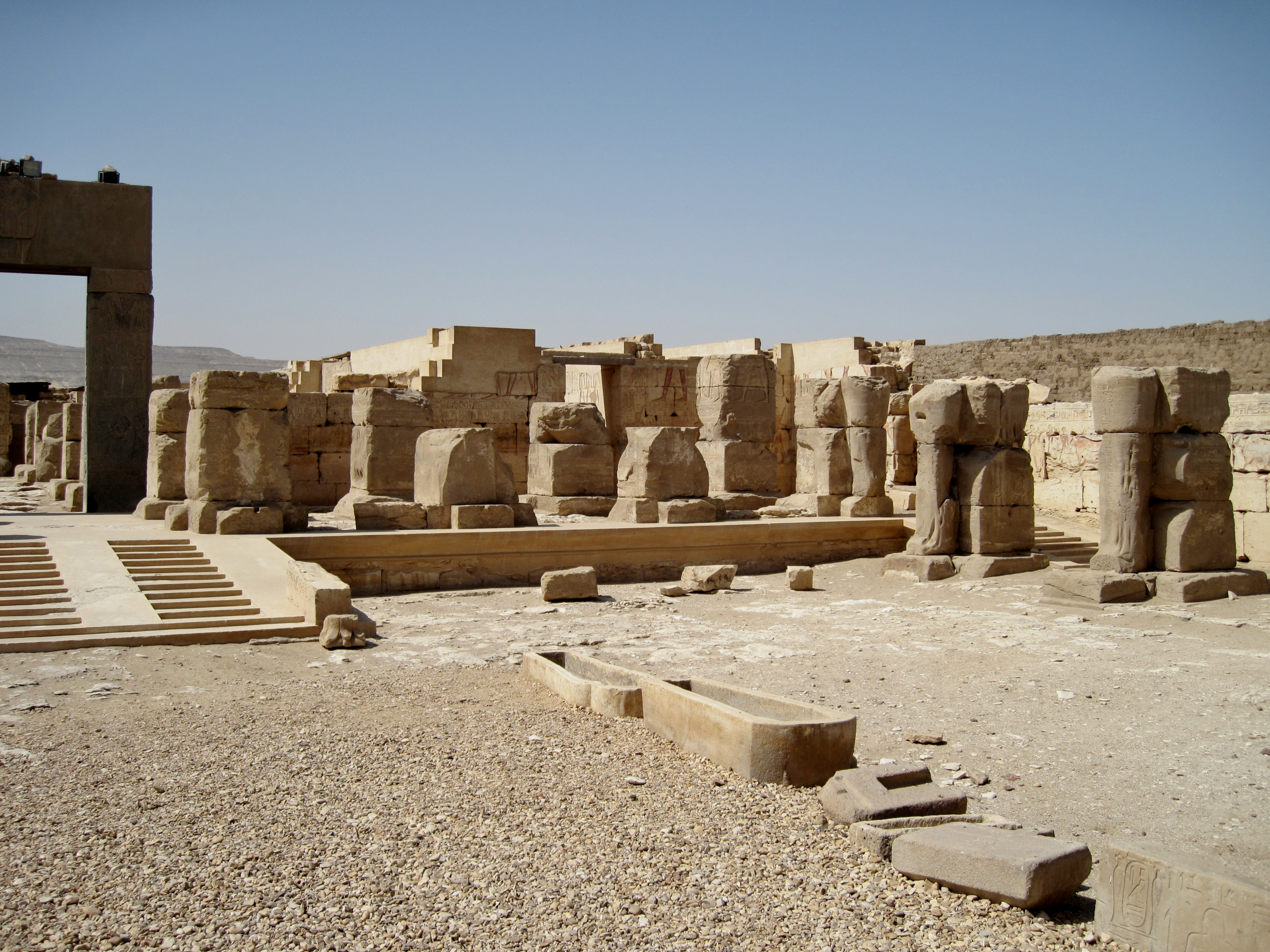
الجهة الغربية
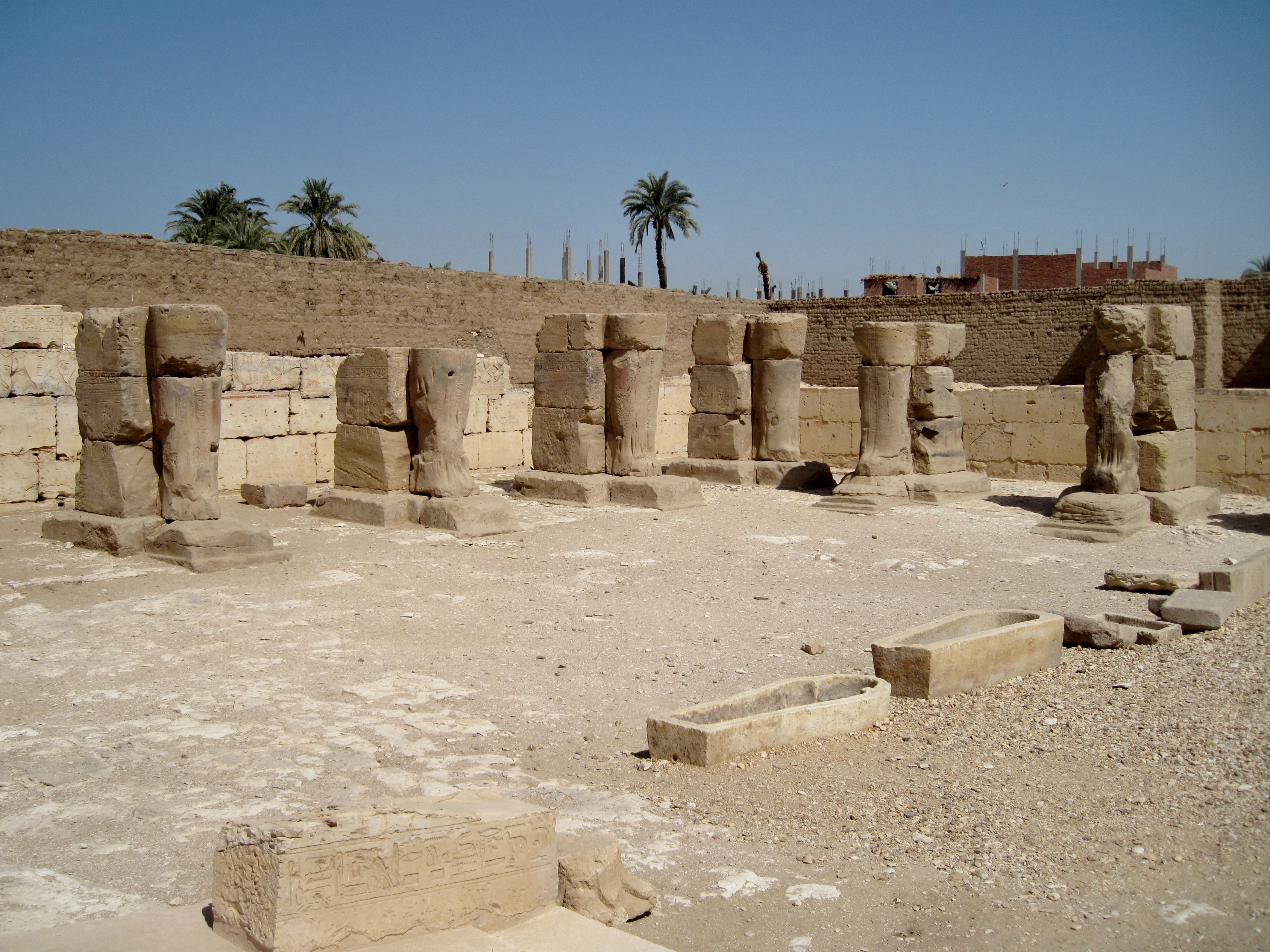
الجهة الشمالية

## نقوشات لرمسيس الثاني
- لوحات منقوشة لرمسيس الثاني .

لوحات منقوشة لرمسيس الثاني.
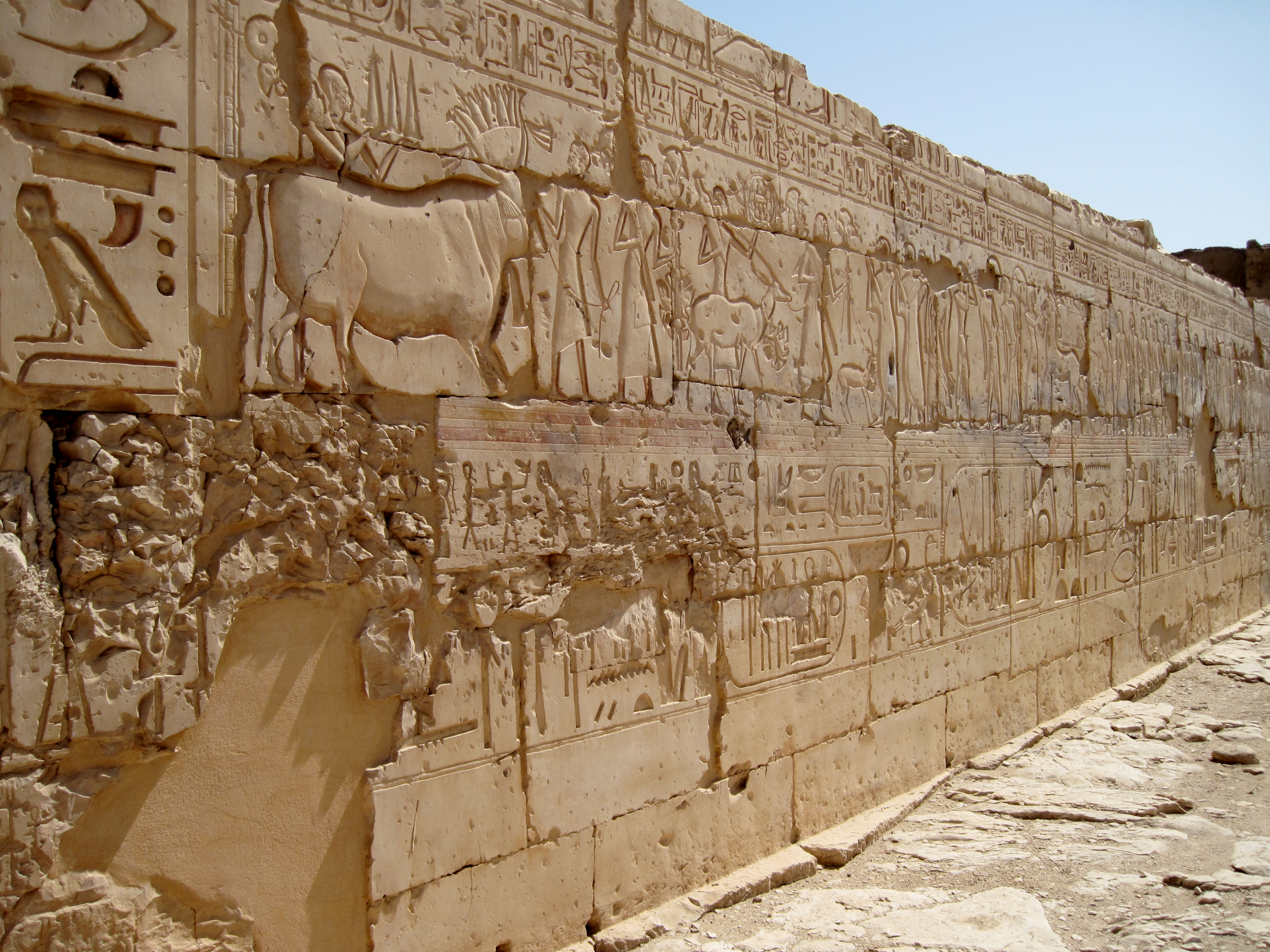
محفل القرابين على الحائط الغربي للبهو الثاني
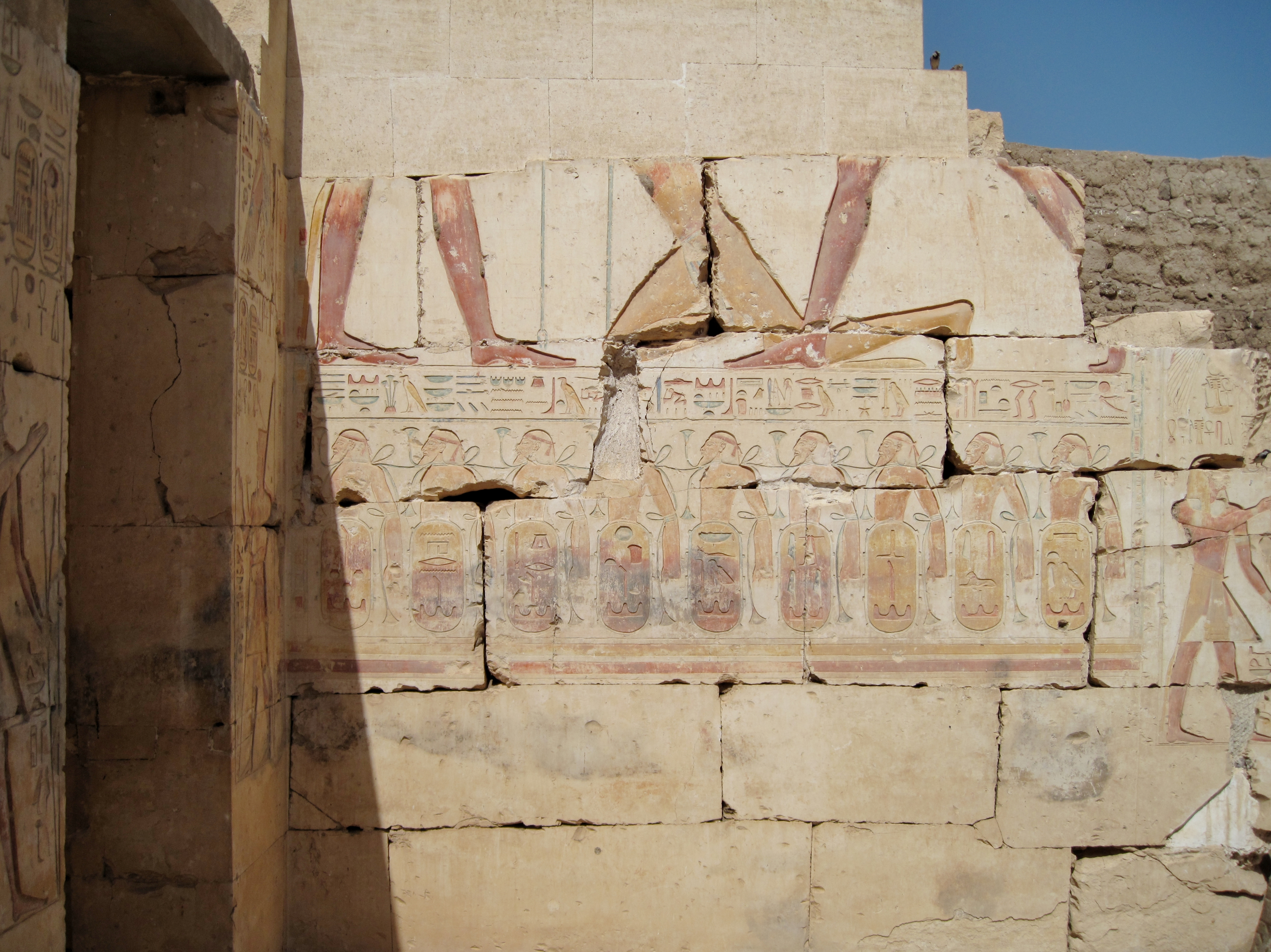
أسرى أسيويين على الحائط الشمالي
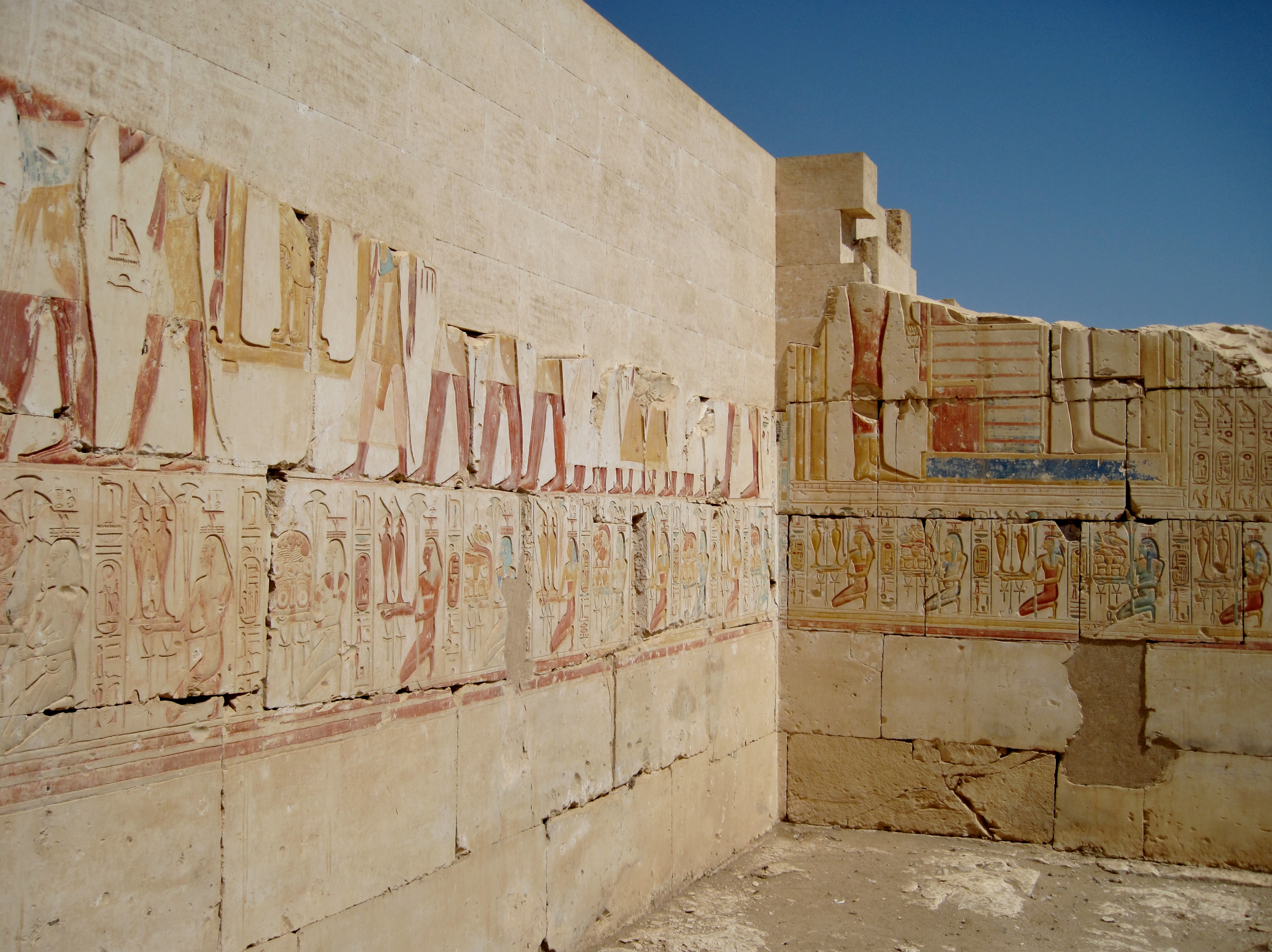
تقديم قرابين : نقش من بهو الأعمدة الأول
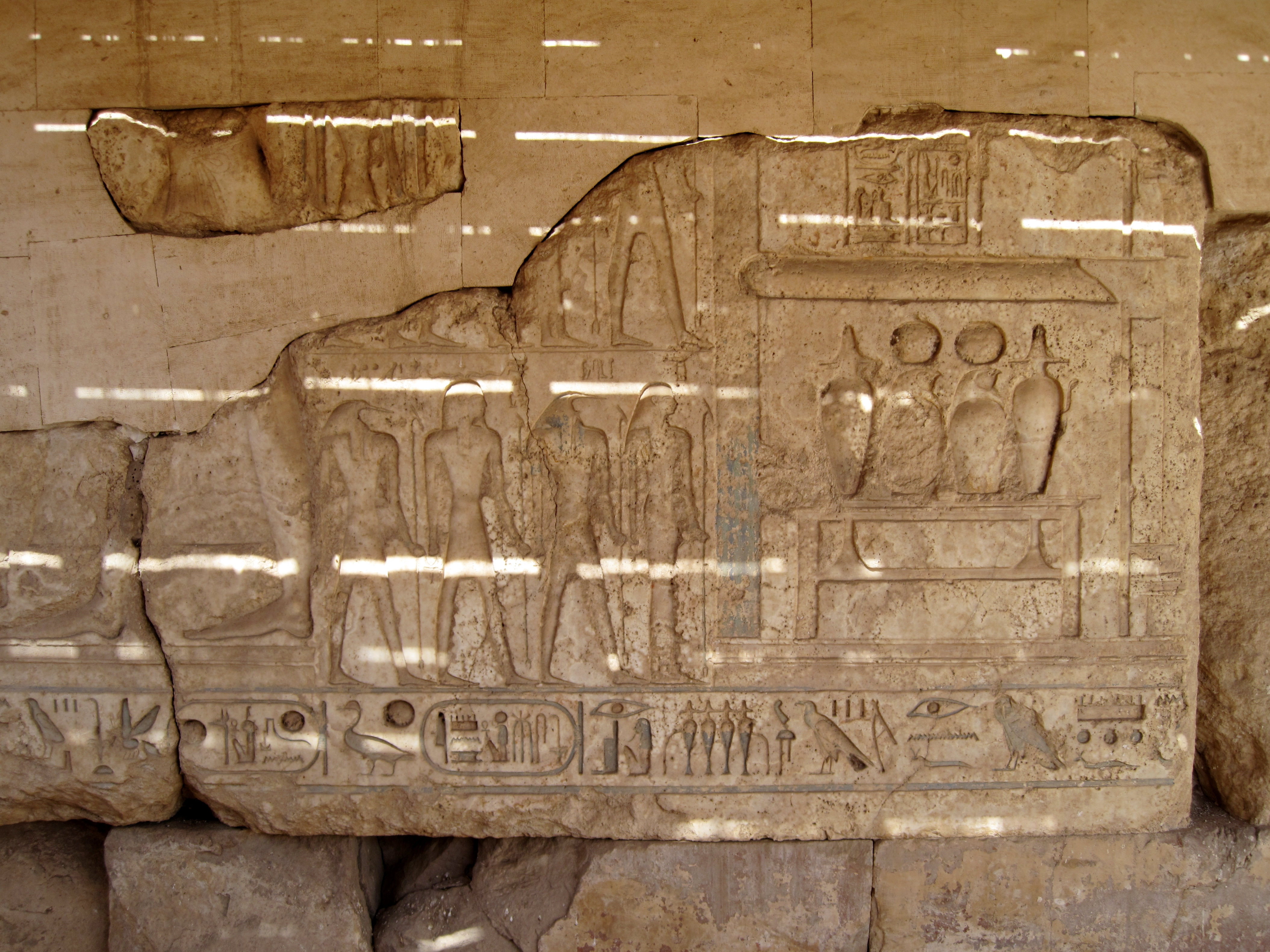
قرابين على الحائط الشمالي الغربي لمصلى أوزوريس

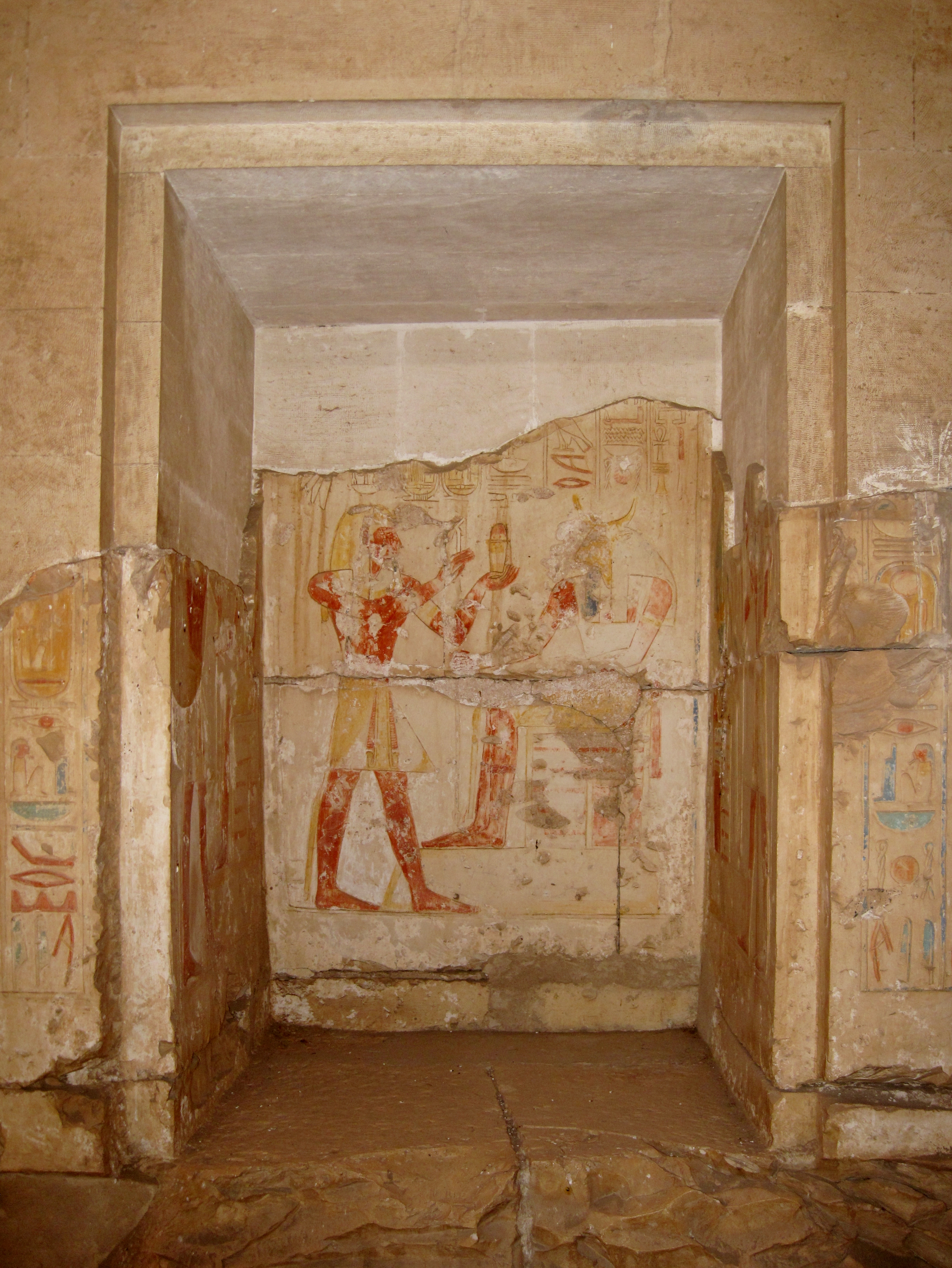
زاوية تمثال في المصلى الغربي.

## اقرأ أيضا

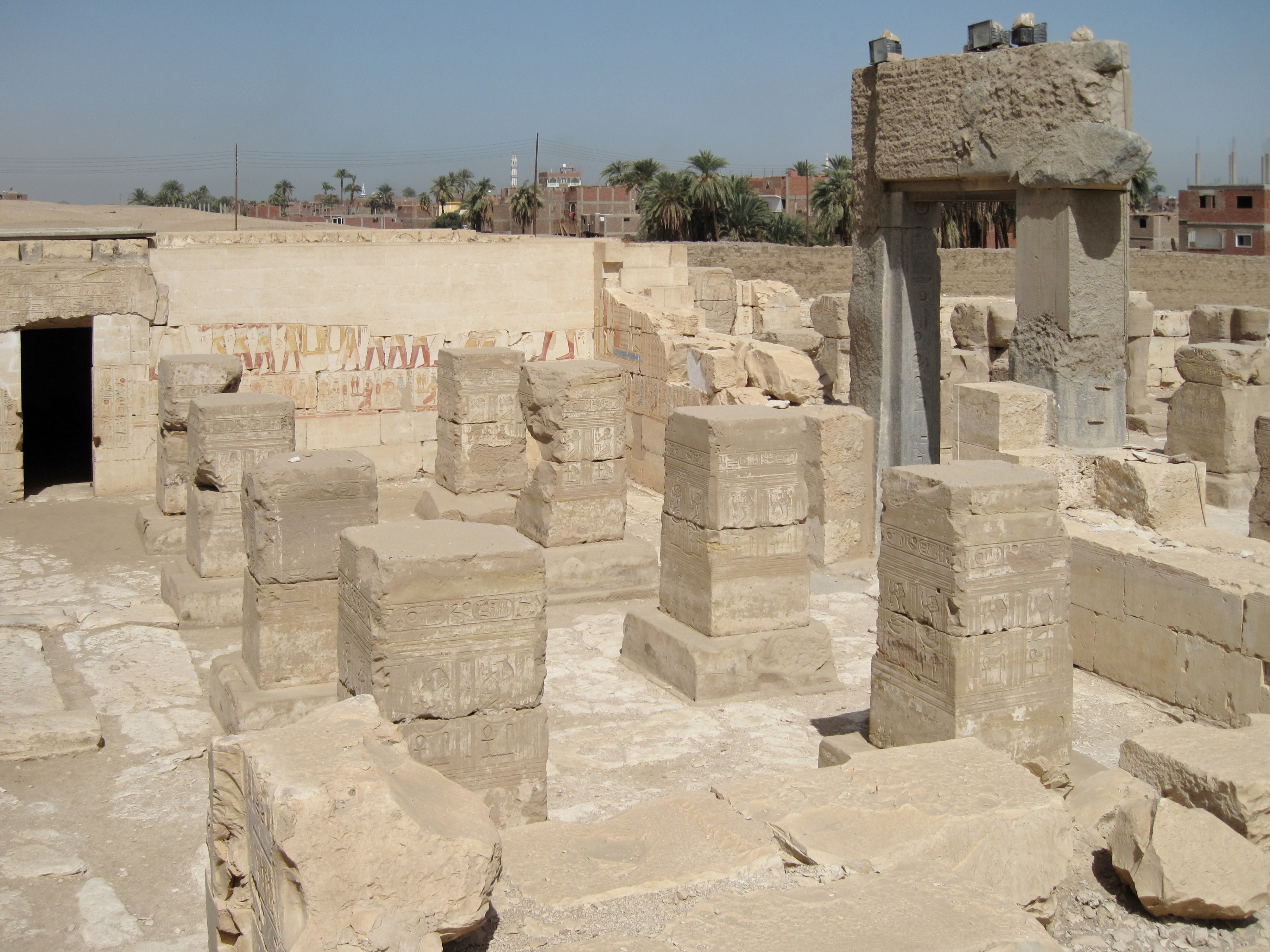
بقايا بهو الأعمدة الأمامي

- رمسيس الثاني
- قائمة ملوك مصر (أبيدوس)
- بيت المليون سنة
- أبو سمبل

## وصلات خارجية
- Grundriss des Tempels Ramses II in Abydos
- Peter Rome: The Cenotaph Temple of Ramesses II at Abydos (englisch)
- Abedjou – Mortuary Temple of Ramesses II. (englisch)
- Egyptian monuments – Temple of Rameses II (englisch)